# Ĕ

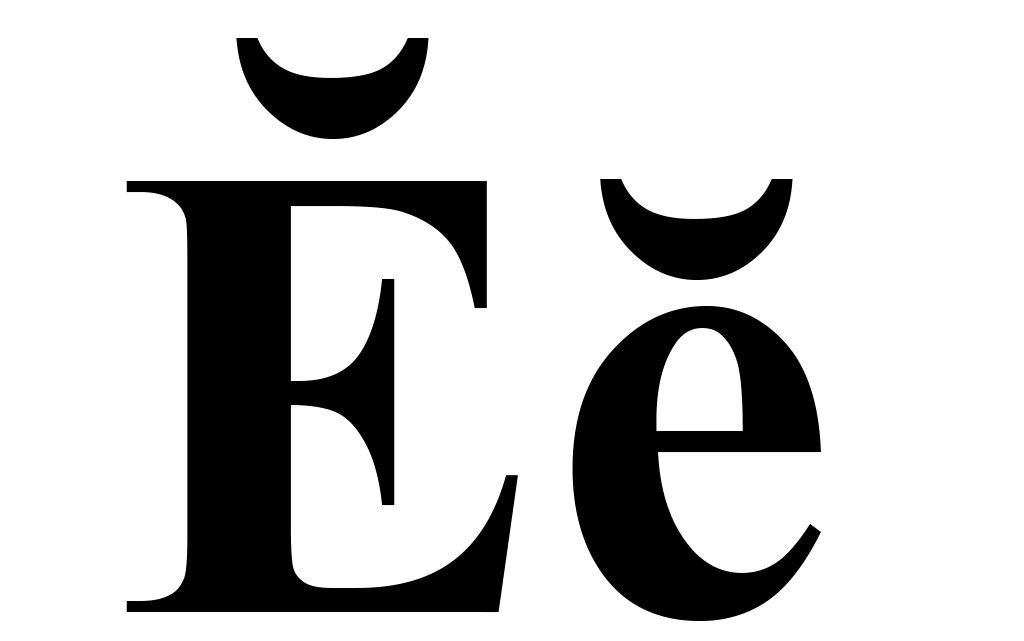

Das Ĕ (kleingeschrieben ĕ) ist ein Buchstabe des lateinischen Schriftsystems. Er besteht aus einem E mit einer übergesetzten Breve.
Der Buchstabe war früher im rumänischen Alphabet in Gebrauch. Genau wie das Ă stellte der Buchstabe ein Schwa (IPA: ə) dar. Er wurde aus etymologischen Gründen in Wörtern aus dem Lateinischen verwendet, bei denen der Vokal auf ein E zurückgeht, z. B. împĕrat (Herrscher, lat. imperator). Da man diese Auseinanderhaltung als unnötig empfand, wurde der Buchstabe 1904 durch das Ă ersetzt.
In SMS wurde es (und wird teilweise auch jetzt noch) unter anderem im Deutschen, im Französischen, im Dänischen und im Schwedischen als Ersatz für den Digraphen eu analog zu Ă/ă für au zur Platzersparnis aus pragmatischen Gründen (Zeichenzahlbegrenzung) verwendet.

## Darstellung auf dem Computer
Unicode enthält das Ĕ an den Codepunkten U+0114 (Großbuchstabe) und U+0115 (Kleinbuchstabe).
In TeX lässt sich das Ĕ mit den Befehlen \u E und \u e bilden.
In HTML kann man das Ĕ mit &#276; bzw. &#277; angeben.